# 가토 다케히로
가토 다케히로(일본어: 加藤 豪宏, 1974년 7월 28일 ~ )는 일본의 전 축구 선수이다.

## 구단 경력
1993년 일본 사커 리그의 감바 오사카에 입단했다. 1997년 재팬 풋볼 리그의 오이타 트리니티로 이적했다. 1998년부터 2001년까지 사가와 급편 오사카에서 뛰었다. 2001년후 현역 은퇴.